# Jeroni Rosselló Ribera
Jeroni Rosselló Ribera (Palma, 31 de gener del 1827 - 1902) fou poeta, lul·lista i polític. Estudià a l'Institut Balear i a la Universitat de Barcelona, on es llicencià en Dret el 1850. Com a polític, primer formà part dels nuclis progressistes i republicans. Després, en el període de la Restauració, es definí per la monarquia democràtica i fou un dels dirigents del Partit Liberal, regidor a l'Ajuntament de Palma i conseller provincial. Participà sovint als Jocs Florals de Barcelona, i en fou mantenidor i president. El 1862 hi obtingué el títol de Mestre en Gai Saber. Així mateix, fou col·laborador de les publicacions Museo Balear, La Roqueta, Calendari Català i Lo Gay Saber. Fou distingit amb la creu de cavaller de l'orde de Carles III.
Els seus primers llibres, en castellà, són Hojas y flores (1853) i Ecos del Septentrión  (1857). Començà a fer servir el català arran del contacte amb la Renaixença catalana. Amb el sobrenom de "Lo joglar de Maylorcha", escrigué romanços històrics. Deixà inèdit Lo cançoner de Miramar. Com a lul·lista, fou el primer a projectar l'edició de l'obra en català de Ramon Llull. N'edità les Obres rimades (1859) - hi inclogué un poema apòcrif, escrit d'ell mateix - i preparà l'edició del Fèlix o llibre de meravelles. Edità dues antologies de poesia: Poetas de las islas Baleares (1863) i Flors de Mallorca (1873).